# Никишин, Александр Александрович
Александр Александрович Ники́шин (род. 2 октября 2001, Орёл) — российский хоккеист, защитник. Игрок клуба «Каролина Харрикейнз», выступающего в НХЛ. Мастер спорта России (2023).

## Клубная карьера
Начал заниматься хоккеем в школе мытищинского «Атланта». Принимал участие в Открытом чемпионате Москвы среди юношей своей возрастной категории, а также играл на первенстве России среди юниоров. Своё дальнейшее хоккейное образование получил в СДЮШОР ЦСКА имени Валерия Харламова, в составе которой также выступал на первенстве России и становился чемпионом среди юниоров.
В сезоне 2018/19 дебютировал на молодёжном уровне в составе столичных «Крыльев Советов», в чемпионате МХЛ. В 2019 году принимал участие в предсезонном турнире имени Николая Дроздецкого, в составе воскресенского «Химика», где приглянулся скаутам московского «Спартака». В итоге Никишин подписал контракт со «Спартаком», прошёл предсезонные сборы с основной командой, принял участие в кубке Мэра Москвы и 2 сентября 2019 года, в возрасте 17 лет, дебютировал в гостевом для «Спартака» матче КХЛ против рижского «Динамо». Всего, в своём дебютном сезоне на уровне КХЛ, Никишин провёл 29 матчей и отметился тремя результативными передачами. В плей-офф Александр принял участие в трёх играх, в которых набрал один (0+1) результативный балл.
При этом сам Никишин признавался, что ему нелегко дался переход из детского хоккея во взрослый. Также Никишин говорил, что в начале карьеры в КХЛ ему мешали травмы, но, несмотря на это, главный тренер «Спартака» Олег Знарок продолжал ему доверять. В сезоне 2020/21, 12 октября 2020 года, в домашнем матче «Спартака» против китайского клуба «Куньлунь Ред Стар», Александр Никишин забросил свою первую шайбу в КХЛ. В сезоне 2020/21 провёл 24 матча, набрав пять (1+4) очков. 9 июля 2021 года продлил контракт с клубом до 30 апреля 2024 года. Всего за «Спартак» провёл 105 матчей и набрал 23 (10+13) очка. В сезоне 2021/22 вошёл в десятку лучших игроков регулярного чемпионата среди игроков до 23 лет по версии сайта КХЛ, заняв в рейтинге пятое место. Также в этом сезоне сменил игровой номер с 10-го на 57-й, объяснив это тем, что цифра 57 является автомобильным кодом Орловской области.
31 июля 2022 года в результате обмена пополнил состав петербургского СКА, с которым перед началом сезона 2022/23 переподписал контракт до 30 апреля 2025 года. В СКА стал выступать под 21-м номером, поскольку 57-й и 10-й, под которыми он выступал раньше, оказались заняты другими игроками. Перед началом сезона 2022/23 попал в список лучших игроков КХЛ в возрасте до 23 лет по версии сайта лиги. 11 апреля 2025 года Никишин расторг контракт со СКА, чтобы продолжить карьеру в НХЛ и подписал двухлетний контракт новичка с «Каролиной Харрикейнз».

## Карьера в сборной
Вызывался в состав юниорской сборной России до 17 лет, для участия в выставочных матчах на летний кубок «Сириуса», который проходил в городе Сочи.
26 октября 2021 года был впервые вызван в состав сборной России для участия в Кубке Карьяла. Дебютировал за национальную команду 11 ноября 2021 года в матче против сборной Финляндии (0:3). 24 января 2022 года вошёл в окончательный состав сборной России для участия на Олимпийских играх в Пекине. На турнире провёл шесть матчей и завоевал вместе с командой серебряные медали.
Не привлекался в юниорскую и молодёжную сборную России по причине того, что ИИХФ не давала ему медицинский допуск к турнирам.

## Статистика
| Легенда | Легенда                    | Легенда | Легенда                   | Легенда | Легенда    |
| ------- | -------------------------- | ------- | ------------------------- | ------- | ---------- |
| И       | Количество проведённых игр | Штр     | Штрафное время            | +/−     | Плюс-минус |
| Г       | Голы                       | П       | Голевые передачи          | О       | Очки       |
| -       | Статистика неизвестна      | —       | Статистика не учитывалась |         |            |

## Достижения
- Чемпион России среди юниоров до 16 лет в составе ЦСКА (2016/17)
- Участник и победитель Кубка вызова МХЛ (2019)
- Серебряный призёр Олимпийских игр в Пекине (2022)
- Самый результативный защитник сезона КХЛ (2022/2023, 2023/2024)[22]

## Награды
- Медаль ордена «За заслуги перед Отечеством» I степени (25 февраля 2022 года) — за высокие спортивные достижения, волю к победе, стойкость и целеустремлённость, проявленные на XXIIV Олимпийских зимних играх 2022 года в городе Пекине (Китайская Народная Республика)[23]